# Cynanchum adalinae
Cynanchum adalinae är en oleanderväxtart. Cynanchum adalinae ingår i släktet Cynanchum och familjen oleanderväxter.

## Underarter
Arten delas in i följande underarter:
- C. a. adalinae
- C. a. mannii